# 48小時闖天關
《48小時闖天關》（英語：Another 48 Hrs.）是一部1990年美國警察搭檔動作喜劇片，由華特·希爾執導，約翰·法沙諾、傑布·史都華和賴瑞·葛洛斯編劇，艾迪·墨菲和尼克·諾特主演。本片為1982年電影《48小時》的續集，劇情描述三藩市警察局刑警傑克·凱茲（Jack Cates）需在48小時內來洗刷自己過失殺人的罪名。為此，他再次釋放罪犯瑞吉·漢蒙（Reggie Hammond）來幫助自己；與此同時，被稱為「冰人」（Iceman）的幕後主導者僱用了一群重機幫派來殺死瑞吉。
該片於1990年6月8日在美國上映，在影評間反響不佳。墨菲指責派拉蒙在廣告和更改發布日期上的支出不足。派拉蒙反訴說墨菲沒有花足夠的時間宣傳這部電影。這導致了墨菲與派拉蒙之間長期關係緊張。

## 演員
- 尼克·諾特飾演傑克·凱茲（Jack Cates）
- 艾迪·墨菲飾演瑞吉·漢蒙（Reggie Hammond）
- 布瑞恩·詹姆斯飾演班·基歐（Ben Kehoe）
- 凱文·泰（英语：Kevin Tighe）飾演布萊克·威爾森中尉（Lieutenant Blake Wilson）
- 艾德·歐羅斯（英语：Ed O'Ross）飾演法蘭克·克魯斯（Frank Cruise）
- 大衛·安東尼·馬歇爾（David Anthony Marshall）飾演威利·希柯克（Willie Hickok）
- 安德烈·狄沃夫飾演理查·「切瑞」·蓋茲（Richard "Cherry" Ganz）
- 伯尼·凱西（英语：Bernie Casey）飾演柯克蘭德·史密斯（Kirkland Smith）
- 泰德·馬克藍（英语：Ted Markland）飾演麥爾坎·普林斯（Malcolm Price）
- 蒂莎·坎貝爾（英语：Tisha Campbell）飾演艾米·史密斯（Amy Smith）
- 佩姬·梁（Page Leong）飾演安琪兒·李（Angel Lee）
- 小猫娜提雅维达（英语：Kitten Natividad）飾演電影中的女人

## 外部連結
- 互联网电影数据库（IMDb）上《48小時闖天關》的资料（英文）
- AllMovie上《48小時闖天關》的资料（英文）
- Box Office Mojo上《48小時闖天關》的資料（英文）
- 爛番茄上《48小時闖天關》的資料（英文）